# Edifici residencial Les Beates
L'Edifici residencial Les Beates és un edifici al Barri Vell de Girona inclòs a l'Inventari del Patrimoni Arquitectònic de Catalunya. L'edifici ocupa el solar de l'antic convent de les Beates, a Girona. És a prop de la porta sud de la muralla medieval.
És una unitat residencial de nova planta que ocupa una de les unitats d'actuació que preveu el Pla Especial del Barri Vell. Presenta dues plantes baixes destinades a oficines i tres plantes superiors ocupades per disset habitatges. Es planteja l'edifici com un bloc unitari i compacte en forma de U, obert cap a ponent, amb façanes lligades al context més proper. Els accessos es realitzen des del pati interior amb una escala metàl·lica exterior i passeres perimetrals. Les obertures són d'estructura vertical, amb balcons de la façana del carrer amb llosanes de planxa. Els habitatges són de tipus convencional, adaptats a les característiques de la protecció oficial. A l'exterior hi ha un basament de pedra de Girona.